# Jezioro Długie (Poleski Park Narodowy)
Jezioro Długie – śródleśne jezioro o charakterze dystroficznym, położone na terenie Poleskiego Parku Narodowego (gmina Urszulin, powiat włodawski, województwo lubelskie).
W latach 50. XX wieku powierzchnia jeziora wynosiła 28,4 ha. W kolejnych latach odnotowano znaczący przyrost roślinności nawodnej i szuwarowej (ok. 15% tafli). Na dnie jeziora dobrze zachowały się łąki ramienicowe. Akwen otacza torfowisko. 
Jezioro nie jest dostępne dla turystów – nie przebiega nad nim żaden szlak turystyczny, ani ścieżka przyrodnicza.